# نقش‌های جنسیتی در افغانستان
جامعه افغان در رابطه به دید خود نسبت به اصول اساسی جنسیت همواره ثابت قدم مانده‌است. این کاربرد اصول است که در گروه‌های مختلف با هم متفاوت اند؛ همچنین، معیارهای گستردهٔ برای رفتار پذیرفته شده زنان و تفاوت‌های در رویه مردان نسبت به برخورد درست با زنان وجود دارد. تناقض‌های میان رسوم سنتی که بیشتر آن‌ها به حقوق زنان تجاوز نموده و نسبت به طینت اسلام بیگانه هستند و سایر قانون کاربردی که روی مساوات، عدالت، تحصیل و خدمات اجتماعی برای مردان و زنان تأکید دارد، وجود دارد. علاوه بر این‌ها، نفس احکام اسلامی از سوی اصلاح‌گرایان و اسلام‌گرایان به‌گونه‌های متفاوت تفسیر می‌گردند.
اصلاحات جنسیتی محور اصلی مسائل بحث‌برانگیز بود که باعث فروپاشی حکومت شاه امان‌الله در ۱۹۲۹ میلادی گردید. حکومت مردگرایی نخست‌وزیر داوود خان در سال ۱۹۵۹ میلادی از نپوشیدن اختیاری حجاب و پایان دادن به انزوای زنان حمایت کرد. قانون اساسی ۱۹۶۴ به‌طور خودکار آزادی بیشتری به زنان داده و به آن‌ها حق تحصیل و آزادی کار اعطا نمود.

## تاریخچه
تعداد روزافزونی از زنان که بیشتر آن‌ها از مناطق شهری بودند برای سی سال بعد از ۱۹۵۹ میلادی در عرصه‌های مختلف عامه با عزت کامل به کار پرداختند، بدون این‌که هیچ نوع بی‌عفتی متوجه خود آن‌ها یا خانواده‌های آن‌ها شود. با این وجود، فشارهای خانوادگی، رویه‌های سنتی و مخالفت‌های دینی همواره به وضع محدودیت‌ها ادامه دادند و در نتیجه میزان خود ابرازی و کنترل زنان بر زندگی آن‌ها تا حدی محدود گردید.
به‌جز از کابل که زنان تحت حکومت حزب دموکراتیک خلق افغانستان تشویق می‌شدند تا وظایف عامه را جسورانه‌تربه پیش ببرند، این جنبش انقلابی در ۱۹۷۸ میلادی متوقف شد. رهبران محافظه‌کار مجاهدین که بر علیه تجاوز بیگانه جهاد نموده بودند، هم از نظر نظامی و هم از نظر ایدئولوژیک با این عقیده القا شده بودند که اگر زنان آزادانه در میان مردم به تحرک خود ادامه دهند، این امر منتج به نابسامانی جنسی و بربادی اجتماعی می‌شود. این رفتارها تحت حاکمیت طالبان شدت گرفت. طالبان که اکثراً پشتون‌های روستایی با پس زمینه قویاً مردسالار بودند، تفسیر فوق محافظه‌کارانه از اسلام ارایه نموده و عرف‌های سنتی را به عنوان ایده‌آل‌های اجتماعی معرفی کردند. مسائل مرتبط به جنسیت در ۱۹۹۶ میلادی بار دیگر به مرکز گفتمان‌های داغ تبدیل شده بود.

## زنان
همگی روی این مسئله اتفاق نظر دارند که تفاوت‌های میان زنان و مردان وجود دارد و این تفاوت‌ها را می‌توان با رفتارهای معیاری شناخته شده به بهترین وجه حفظ کرد. هیچ‌کسی با این‌که زن در مرکز جامعه قرار دارد مخالفت ندارد. احترام به زن یکی از خصیصه‌های برجسته است و کسانی‌که می‌خواهند این موضع محترمانه زن را تخریب کنند بسیار معدود اند، همچنین هیچ‌کس فرامین اسلام یا ارزش‌های فرهنگ افغانستان را رد نمی‌کند. استدلال‌ها بیشتر پیرامون تعریف دقیق از رفتار محترمانه زن با درنظر داشتن واقعیت‌های امروزی است، به‌ویژه در روشنایی نیاز کنونی به بازسازی اساسی که مستلزم اشتراک کامل هر شهروند افغانستان است.
غیورهای امروزی باید ساقه‌های اخلاقی زنان را در مقابل این حقیقت، که جامعه افغانستان زنان را به عنوان جاوید نگهدارندگان ایده‌آل‌های جامعه می‌پندارند، محافظت کنند. به همین‌گونه آن‌ها زن را به عنوان نماد افتخار–خانواده، جامعه و ملت – می‌پندارند که باید کنترل گردیده و محافظت شوند تا پاکیزگی اخلاقی آن‌ها حفظ شود. مقامات، با وضع محدودیت‌های شدید مستقیماً بر زنان که حساس‌ترین عنصر جامعه و نماد افتخار مردان اند، نیت خود مبنی بر مهار آزادی شخصی را برملا ساخته و این برداشت را تقویت می‌نمایند که آن‌ها قادر هستند تمامی ابعاد رفتار اجتماعی، مردان و زنان را تحت کنترل خود داشته باشند.
رسمِ پوشیدن پرده و انزوای زنان، از جمله پوشیدن حجاب، آشکارترین تجلی این رفتار است. این مفهوم شامل تأکید بر مجزا بودن مکان‌های زنان و مردان و وضع ممنوعیت علیه تعاملات میان جنس‌های مخالف خارج از محرمات (کفیل‌های پسندیده مرد مانند، پدر، برادر، پسر و سایر مردانی که زن نمی‌تواند با آن‌ها ازدواج کند) است. این محدودیت‌ها شدیداً فعالیت‌های زنان را محدود می‌کند، از جمله دسترسی آن‌ها به تحصیل و کار خارج از خانه. بیشتر زنان به‌طور گسترده در خانه خود محصور هستند.
این‌گونه محدودیت‌ها از سوی مردان محافظه‌کار ضروری پنداشته می‌شوند، چون از نظر آن‌ها زنان از نظر اجتماعی نا بالغ هستند و کنترل اخلاقی و بازداری فیزیکی کم‌تری دارند؛ بیش‌جنسی‌گرایی زنان از رفتار مسئولانه آن‌ها جلوگیری می‌کند. در نتیجه، زنان قابل اعتماد نیستند و باید در عقب پرده نگه داشته شوند تا نظم جامعه را مختل نکنند. از این‌رو، منزوی بودن آن‌ها بسیار مهم است.

### نقش‌ها برای زنان
موقف و قدرت یک دختر زمانی‌که وی از کودک به عروس به مادر و به مادربزرگ مبدل می‌شود افزایش می‌یابد. ازدواج موفق و داشتن چندین پسر هدف اساسی زنان افغان است و مردان افغان نیز از صمیم قلب به آن باور دارند. وظایف پرورش‌دهی زنان نیز حیاتی است. البته این بدین معنی نیست که زنان تنها محدود به کارهای خانه هستند. کلیشه سازی زنان افغان به عنوان برده‌های که به‌صورت بی وقفه کار می‌کنند و مردان تنها برای لذت جنسی و خدمات تولید مثل به آن‌ها ارزش می‌دهند کاملاً اشتباه است.
در افغانستان، که به عنوان بدترین کشور برای دختر متولد شدن رده‌بندی شده‌است، برخی خانواده‌ها دختران خود را هم‌مانند پسر بزرگ می‌کنند. سپس زمان بلوغ فرا می‌رسد و «بچه پوش» (دخترانی افغان که هم‌مانند پسر بزرگ شده‌اند) باید به جنسیت اصلی خود بازگردد.
کارهای زنان نظر به گروه‌های گوناگون متفاوت اند. زنان در خانواده‌های کاملاً روستا نشین تنها در جریان فصل‌های حاصل‌گیری در کارهای زراعتی سهیم می‌شوند و بیشتر مسئول تولید محصولات لبنیات هستند. برخی زنان در بافتن صنایع دستی مانند قالین و نمد تخصص دارند. برعکس، زنان نورستانی زمین‌ها را شیار می‌کنند، در حالی‌که مردان رمه‌ها را می‌چرانند و محصولات لبنیات را پروسس می‌کنند. زنان کوچی مسئولیت مراقبت از بره‌ها و بزغاله‌ها را بر عهده داشته و انواع مختلف محصولات لبنیات را برای فروش و استفاده خانواده تهیه می‌کنند. آن‌ها پشم‌های جمع‌آوری شده توسط مردان را ریسیده و پارچه می‌بافند و از این پارچه برای ساختن خیمه استفاده می‌نماید. نمد بافی و استفاده از آن به عنوان پوشش یورت در خیمه و فرش داخل خانه نیز یکی از فعالیت‌های زنان است. هنگامی‌که زمان حرکت می‌شود، این زنان هستند که بلند می‌شوند و خیمه‌ها را پایین می‌کنند. تنوع‌ها بی پایان هستند.
هرچند آمار بیان‌گر این است که تا ۱۹۷۸ میلادی تعداد زنانی که به نیروی کار می‌پیوستند در حال افزایش بود، اما تنها هشت درصد جمعیت زنان درآمد داشتند. بیشتر این زنان در مراکز شهرها زندگی می‌کردند و در پُست‌های حرفه‌ی، فنی و اداری توسط دولتی که همواره به حمایت قوی خود ادامه داده بود، استخدام شده بودند. اکثریت زنان در بخش صحت و تعلیم و تربیه کار می‌کردند، دو سکتوری که مناسب‌ترین مکان برای زنان پنداشته می‌شدند، چون این سکتورها به نقش‌های زنان مرتبط بودند. برخی دیگر از زنان در پولیس، ارتش و خطوط هوایی؛ کارخانه‌های دولتی پروسس منسوجات، سیرامیک، غذا و پیش‌ساخت‌های ساختمانی مشغول کار بودند. تعداد اندکی در سکتور خصوصی کار می‌کردند؛ تعداد اندکی هم شغل آزاد داشتند.
اکنون احیای مجدد این رویه‌های محافظه کارانه نسبت به نقش‌های فراخانگی مناسب برای زنان و انتقاد بر دیده شدن زنان در مکان‌های عامه به‌طور گسترده روی این زنان حرفهٔ تأثیر گذاشته‌است. متون اسلامی وظایف زنان را ترسیم نمی‌کنند. آنچه این متون می‌گویند، می‌تواند به‌گونه‌های متفاوت تفسیر گردد. آنچه آن‌ها می‌گویند برابری و عدالتی است که زنان از هیچ نقطه نظری نباید کم‌تر از مردان پنداشته شوند. زنان آموزش دیده افغان روی اراده خود برای یافتن راه‌های که بتوانند در بازسازی ملت خود سهیم شوند، در مطابقت با تفسیری که آن‌ها از طینت اسلام دارند، ایستاده هستند. حالا این چالش قدرت‌مندی است که جامعه با آن مواجه است.

## رفتار خصوصی و عامه
زنان افغان به جنسیت خود به عنوان یک امر مثبت نگاه کرده و درایت و کنترل-خودی مردان را زیر سؤال می‌برند. در واقعیت، تفاوت میان رفتار خصوصی و عامه بسیار قابل ملاحظه است. در زندگی خصوصی معمولاً ایده‌ها و مسئولیت‌ها شریک می‌شود و در بیشتر خانواده‌ها جذبه‌های فردی و قدرت شخصیت از نقش‌های سنتی مادون بودن فراتر می‌رود. حتی بدرفتاری‌های اخلاقی نیز نادیده گرفته می‌شود، مگر این‌که مردم عام از آن باخبر شود. جزای مردان باید بسیار سنگین باشد و عزت خانواده باید اعاده شود. در نتیجه، زنان شهرنشین نمادهای از خموشی در مکان‌های عامه هستند، در حالی‌که زنان روستا نشین ظاهراً مطیع به نظر می‌رسند.
موقف اجتماعی یک خانواده بستگی به رفتار زنان آن خانواده در بیرون از خانه دارد. پا فراتر نهادن از نقش‌های توصیه شده و هنجارهای رفتاری در مکان‌های عامه منتج به نکوهش اخلاقی و طرد اجتماعی می‌شود. اصول رایج در اجتماع باری را بر دوش مردان و زنان می‌گذارد تا از آن‌ها پیروی کنند.

## مردان
تحت چنین شرایطی، وظایف جنسیتی از روش‌های تعریف شده پیروی می‌کنند. امتیازهای مرد در خانواده شامل تأمین رفاه اقتصادی، مدیریت خانواده و برقراری ارتباط با افراد خارج از خانواده می‌باشد؛ در خانواده از آن‌ها انتظار می‌روند تا انضباط را برقرار نموده و از والدین کهن‌سال خود مراقبت نمایند.

## فرهنگ عامه
از جمله افسانه‌های ملی بی‌شمار افغانستان که دربرگیرنده ارزش‌های دینی، تاریخی و اخلاقی هستند، بیشتر آن‌ها روی ارزش‌های مرتبط به رفتار مرد و زن تأکید دارند. آن‌ها تشریح می‌کنند که چه کارهای را می‌توان و نمی‌توان انجام داد، مکافات و مجازات را بیان نموده و انواع شخصیت‌های ایده‌آل را تعریف می‌کنند. از این‌رو، این داستان‌ها نظم جنسیتی موجود را جاودان نگهداشته و با آوردن مثال‌ها از نظر روان‌شناختی آن‌ها را قناعت بخش می‌سازند.

## تعمق
برخی افراد از جامعه کمک کننده خارجی خواسته‌اند، تا به اصلاح کارزارهای پرخاش‌گرانه پرداخته و اطمینان حاصل نماید که زنان افغان حق تعلیم و کار را خواهند داشت. جامعه افغانستان از قبل روی این مسئله اختلاف نظر دارند که آیا همکاری‌ها برای تحصیل پسران قطع شود یا خیر، چون فعلاً دختران اجازه رفتن به مکتب را ندارند. زمانی‌که در یک بازار شغل در حال افول زنان نسبت به مردان ترجیح داده شوند، هم‌دلی خانواده باید سست شده باشد.

### کتب
- Gender and International Aid in Afghanistan: The Politics and Effects of Intervention
- The Women of Afghanistan Under the Taliban
- Afghan Women: Identity and Invasion
- Women of Afghanistan in the Post-Taliban Era: How Lives Have Changed and Where They Stand Today